# Aisling Walsh
Aisling Walsh (Dublin, 1958) is een Iers filmregisseuse en scenarioschrijfster.

## Biografie
Aisling Walsh werd in 1958 geboren in Dublin. Ze studeerde "Fine Art" aan het Dún Laoghaire Institute of Art, Design and Technology. Hoewel er geen richting in film was, voegde ze zich bij de film appreciation society waardoor haar interesse in film werd gewekt en ze begon met het maken van kortfilms. Nadat ze afstudeerde werkte ze eerst in een winkel zodat ze zich kon inschrijven in de National Film School in Beaconsfield (Engeland). Omdat ze vond dat er nauwelijks over filmindustrie sprake was in Ierland, verhuisde ze naar Engeland.
Na een aantal controversiële films zoals Joyriders (1988) en Sinners (tv-film, 2002) brak ze in 2003 door met Song for a Raggy Boy, een film die een twintigtal prijzen won op verschillende internationale filmfestivals waaronder de Speciale Juryprijs op het Internationaal filmfestival van Gent 2003.
Walsh regisseerde vanaf 1993 ook verschillende tv-films en televisieseries waarvoor ze de British Academy Television Award won in 2013 voor de miniserie Room at the Top en genomineerd werd in 2010 voor de aflevering van Wallander en in 2006 voor de dramaserie Fingersmith.

## Filmografie

### Films
- 2016: Maudie
- 2008: The Daisy Chain
- 2004: Visions of Europe
- 2003: Song for a Raggy Boy
- 1988: Joyriders

### Televisie
- 2015: An Inspector Calls (tv-film)
- 2014: A Poet in New York (tv-film)
- 2012: Loving Miss Hatto (tv-film)
- 2012: Room at the Top (miniserie, 2 afleveringen)
- 2010: Wallander (1 aflevering)
- 2009: Eadar-Chluich (1 aflevering)
- 2005: Fingersmith (miniserie, 3 afleveringen)
- 2002: Sinners (tv-film)
- 2000: Little Bird (tv-film)
- 2000: Forgive and Forget (tv-film)
- 1997-2002: Trial and Retribution (6 afleveringen)
- 1995-1996: The Governor (2 afleveringen)
- 1995: Roughnecks (7 afleveringen)
- 1993: Doctor Finlay (4 afleveringen)
- 1991-1994: The Bill (14 afleveringen)